# Энсмен
Энсме́н (фр. Insming) — коммуна во французском департаменте Мозель региона Лотарингия. Относится к  кантону Альбестроф.

## Географическое положение
Энсмен	расположен в 55 км к востоку от Меца. Соседние коммуны: Неллен на севере, Каппелькенжер и Азамбур на северо-востоке, Виттерсбур на востоке, Альбестроф на юго-западе, Ренен и Ленен на западе, Гренен на северо-западе.

## История
Энсмен известен с VIII века и является старейшим муниципалитетом в кантоне Альбестроф. В XII веке здесь находился монастырь аббатства Сен-Мийель, который был основан в конце XI века. В XI веке деревня принадлежала властным графам Ферре и Монбельяр. Энсмен был аннексирован вместе с частью департамента Мозель и входил в Германскую империю в 1871—1918 годах.

## Демография
По переписи 2007 года в коммуне проживало 596 человек.	

## Достопримечательности
- Старый город-крепость с валами
- Церковь Сен-Клеман, орган XVIII века, самый большой в департаменте Мозель.